# Puente giratorio de New Richmond
El puente giratorio New Richmond, también conocido como el puente de la calle Cincuenta y Siete, es un puente giratorio de un carril en Míchigan. Ubicado en el municipio de Manlius, en el condado de Allegan, conectaba la calle 57 con Old Allegan Road sobre el río Kalamazoo hasta su cierre al tráfico vehicular en 1997. El nombre New Richmond proviene de un antiguo pueblo minero en la zona con el mismo nombre. El puente es uno de los puentes giratorios más antiguos —si no el más antiguo— que existen en los Estados Unidos; es también uno de los puentes de celosía de metal más antiguos del estado de Michigan y el puente de celosía de tipo poni más largo del estado.

## Historia
El primer puente que cruzó el río Kalamazoo en este lugar se construyó en 1842 como parte de una carretera local que conectaba Allegan con el ahora desaparecido pueblo de Singapore. El puente levadizo de madera de 1842 fue reemplazado en 1856 por una estructura similar. En 1877, parte de este puente se derrumbó en el río y a finales de 1878 se estaban haciendo preparativos para derribar el puente de madera y reemplazarlo por uno de hierro.
La Milwaukee Bridge & Iron Company fue contratada para construir la superestructura del puente giratorio, hecha de hierro y con una sección oscilante para permitir el paso de embarcaciones, ya que esa sección del río se consideraba navegable para embarcaciones comerciales más pequeñas en ese momento. El primer envío de hierro llegó en febrero de 1879, y el puente se completó ese mismo año. El puente fue reparado en 1899, reemplazando uno de los tramos. El tráfico fluvial se redujo al mínimo a finales del siglo XIX y principios del siglo XX, y la necesidad de abrir el puente para permitir el paso fluvial se desvaneció. El puente operado manualmente se utilizó por última vez alrededor de 1920.
En 1975, se construyó un nuevo cruce del río en la calle 58, a solo media milla del puente de la calle 57. En 1976, el puente de la calle 57 fue cerrado debido a su deterioro, pero durante los siguientes años fue rehabilitado y reconstruido, siendo reabierto al tráfico vehicular en 1979. El puente fue cerrado nuevamente al tráfico vehicular en 1997 por razones de seguridad. En 2004, el puente fue restaurado nuevamente y ahora es utilizado por los peatones en el Parque New Richmond para acceder a las zonas verdes a ambos lados del río. En 2010, el puente fue designado Monumento Histórico de Ingeniería Civil de Michigan por la Sociedad Estadounidense de Ingenieros Civiles.

## Descripción
El puente tiene cuatro tramos principales, además de ocho tramos de aproximación cortos, con una longitud total de 422 pies (128,6 m). Los cuatro tramos principales incluyen un tramo giratorio de armazón de poni Warren con pasadores de 89 pies (27,1 m) de largo, dos tramos de armazón de poni Warren de 70 pies (21,3 m) de largo clavados a cada lado, y un tramo adicional de celosía Warren remachada de 51 pies (15,5 m) de largo, reparado en 1899. En el lado sur, dos tramos de acceso de 24 pies (7,3 m) de largo se inclinan hacia el puente. En el lado norte, seis estructuras de largueros de acero de tramo corto, cada una de 12 pies (3,7 m) a 16 pies (4,9 m) de largo, se acercan al puente. Ambos lados del puente descansan sobre un estribo de hormigón.

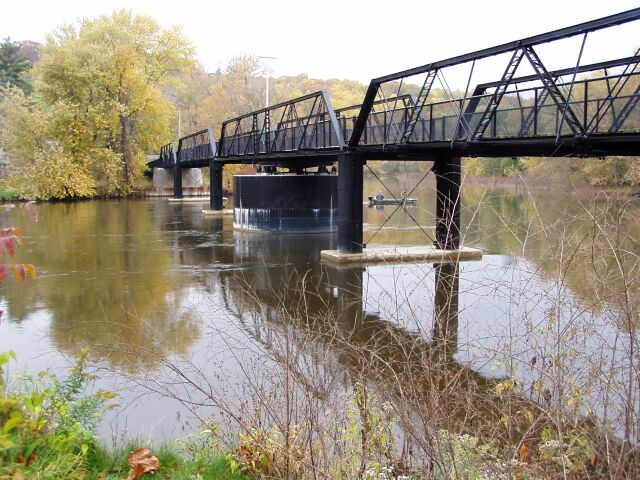
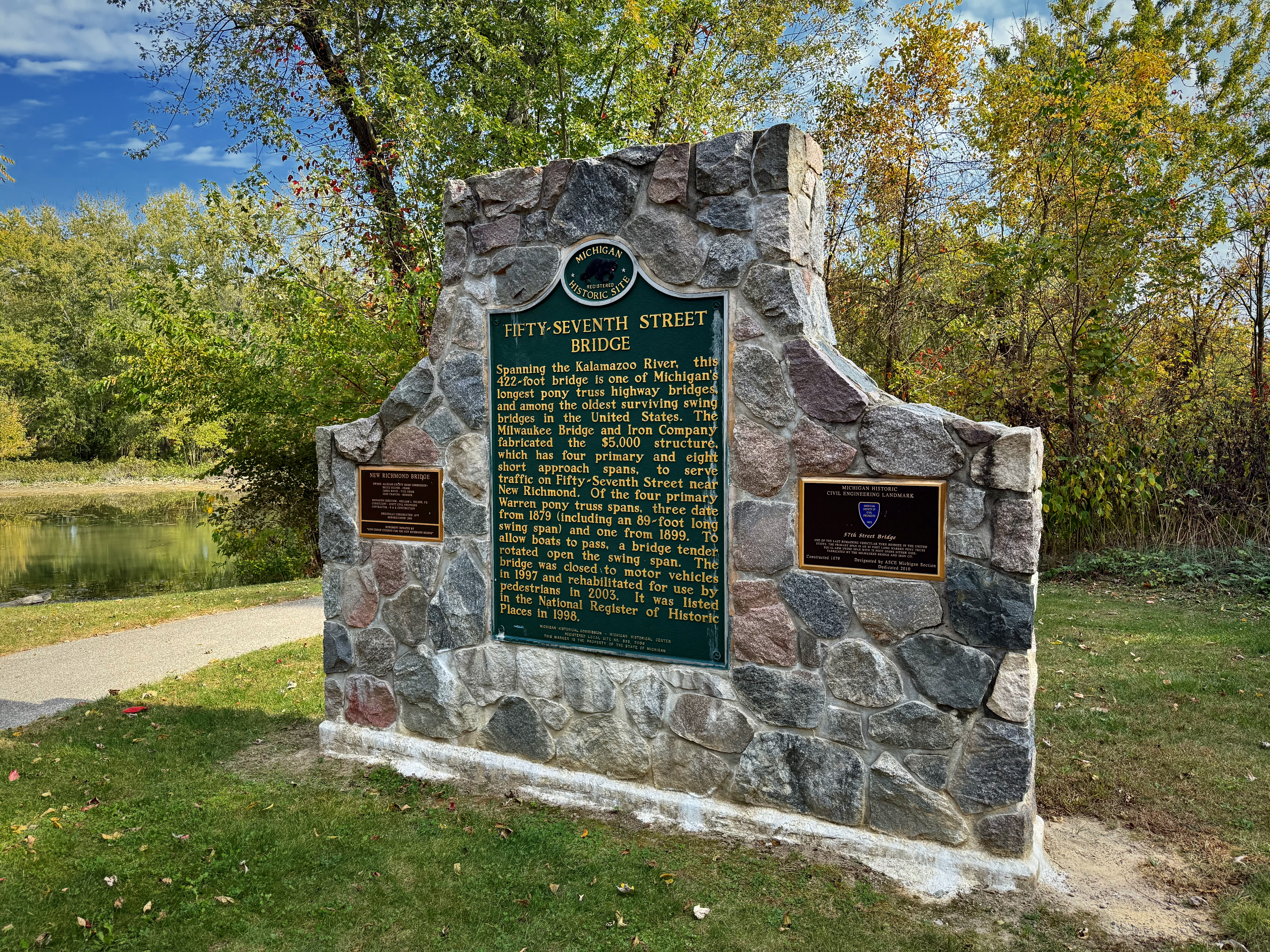

- Pivote oscilante (todavía en uso a pedido)
- Marcador histórico